# 北京市通州区统计局
39°54′27″N 116°39′03″E / 39.90756°N 116.6509°E
北京市通州区统计局是北京市通州区人民政府的一个部门。

## 领导
2021年2月，本机构的领导为：
- 杨连元：通州区统计局党组书记、局长，二级巡视员。工作分工：负责局队党务、业务全面工作
- 潘月东：通州区统计局二级巡视员。工作分工：
- 刘宗刚：通州区统计局党组副书记，区经济社会调查队队长。工作分工：协助党组书记、局长做好局队全面工作。负责局队综合业务工作，主管综合统计科、服务业科、商调队、总务科工作，并主管第四次全国经济普查数据资料开发工作，分管张家湾统计所、漷县统计所、玉桥统计所
- 刘德龙：通州区统计局党组成员、副局长，三级调研员。工作分工：协助局队主要领导做好其他工作，主管办公室、人事教育科、计算站工作，分管西集统计所、永乐店统计所、于家务统计所
- 韩秀玲：北京市通州区统计局党组成员、区经济社会调查队副队长。工作分工：协助局队主要领导做好其他工作，主管专项调查科、工业科、能源中心工作，分管台湖统计所、马驹桥统计所
- 陈凤香：通州区统计局党组成员、副局长，三级调研员。工作分工：主管普查中心、社会科工作，主管第七次全国人口普查工作，分管永顺统计所、梨园统计所
- 杨照亮：北京市通州区统计局党组成员、区经济社会调查队副队长。工作分工：主管农业经济统计科、数据中心工作，分管宋庄统计所、潞城统计所、中仓统计所、潞源统计所、通运统计所，协助陈凤香同志做好第七次全国人口普查宣传及其他临时性工作
- 盛亚荣：通州区统计局党组成员、二级调研员。工作分工：主管工会及其他工作
- 李振海：通州区统计局一级调研员。工作分工：
- 张春妹：通州区统计局三级调研员。工作分工：协助局队主要领导做好其他工作，主管执法队、基本建设统计科工作，分管新华统计所、北苑统计所

## 机构设置
2021年2月，本机构下设：
- 办公室
- 综合统计科
- 人事教育科
- 社会科
- 服务业科
- 工业统计科
- 能源科
- 基本建设统计科
- 商业经济调查队
- 统计执法检查队
- 区调查队数据中心
- 计算站
- 农业经济统计科
- 区调查队专项统计调查科
- 普查中心
- 北苑统计所
- 玉桥统计所
- 新华统计所
- 中仓统计所
- 永顺统计所
- 梨园统计所
- 宋庄统计所
- 台湖统计所
- 潞城统计所
- 张家湾统计所
- 漷县统计所
- 马驹桥统计所
- 西集统计所
- 永乐店统计所
- 于家务统计所